# Viškovci
 Ovo je glavno značenje pojma Viškovci. Za druga značenja pogledajte Viškovci (Pleternica).
Viškovci su općina u Hrvatskoj. Smještena je u Osječko-baranjskoj županiji.

## Stanovništvo
Prema popisu iz 2011. godine u Općini živi 1902 stanovnika, raspoređenih u 566 kućanstva i tri naselja.
- Forkuševci – 465 stan.
- Viškovci – 1145 stan.
- Vučevci – 292 stan.

| broj stanovnika | 1394  | 1552  | 1575  | 1893  | 2026  | 2232  | 2238  | 2312  | 2471  | 2535  | 2790  | 2494  | 2257  | 2154  | 2060  | 1906  | 1496  |
|                 | 1857. | 1869. | 1880. | 1890. | 1900. | 1910. | 1921. | 1931. | 1948. | 1953. | 1961. | 1971. | 1981. | 1991. | 2001. | 2011. | 2021. |

| broj stanovnika | 789   | 868   | 851   | 1023  | 1064  | 1210  | 1219  | 1245  | 1447  | 1519  | 1673  | 1463  | 1272  | 1261  | 1206  | 1144  | 920   |
|                 | 1857. | 1869. | 1880. | 1890. | 1900. | 1910. | 1921. | 1931. | 1948. | 1953. | 1961. | 1971. | 1981. | 1991. | 2001. | 2011. | 2021. |

## Udruge
- Udruga korisnika bežičnih sustava BMV Viškovci
- Lovačko društvo "Jarebica" Viškovci
- Dobrovoljno vatrogasno društvo Viškovci
- Udruga ribiča Šru Smuđ Viškovci

## Spomenici i znamenitosti
- Crkva sv. Mateja
- Spomenik poginulim i umrlim braniteljima Domovinskog rata
- Spomenik Ivan Tišov

## Poznate osobe
- Ivan Tišov, slikar

## Obrazovanje
U Općini postoji Osnovna škola Ivan Tišov (do 2021 Osnovna škola Luka Botić) u Viškovcima te Osnovna Škola Josipa Kozarca u Forkuševcima, koja je područna škola Osnovne Škole Josipa Kozarca, Semeljci.

## Kultura
- Zbor „ADEO“ koji okuplja mlade iz župe sv. Mateja iz Viškovaca.

- KUD „Ivan Tišov“ ima oko 130 članova i djeluje u 4 sekcije i jednoj grupi vezilja; sudjelovalo je na Đakovačkim vezovima, Piškorevačkim sokacima, Đakovačkim bušarima i na Lošinju.

## Šport
- NK Radnički Viškovci
- Motocross klub Viškovci
- Župa Viškovci natječe se u Katoličkoj malonogometnoj ligi unutar Đakovačko-osječke nadbiskupije i u sezoni 2012/2013. osvaja prvo mjesto u đakovačkoj regiji.

## Vanjske poveznice
- Udruga korisnika bežičnih sustava Viškovci  Arhivirana inačica izvorne stranice od 10. siječnja 2016. (Wayback Machine)